# Płatkonos ognisty
Płatkonos ognisty (Cnemophilus macgregorii) – gatunek średniej wielkości ptaka z rodziny płatkonosów (Cnemophilidae). Występuje endemicznie na Nowej Gwinei. Zamieszkuje górskie lasy. Nie jest zagrożony.

## Systematyka
Wyróżnia się dwa podgatunki C. macgregorii (niektórzy autorzy uznają je za osobne gatunki):
- C. m. sanguineus Iredale, 1948 – płatkonos ognisty – wschodnio-środkowa Nowa Gwinea
- C. m. macgregorii De Vis, 1890 – płatkonos złocisty – południowo-wschodnia Nowa Gwinea

Podgatunek kuboriensis opisany z gór Kubor (wschodnia Nowa Gwinea) zsynonimizowany z sanguineus.

## Morfologia
Mierzy 25 cm długości i waży około 100 g. Występuje wyraźny dymorfizm płciowy. Długi, szary dziób. Samiec z pomarańczowym, opalizującym wierzchem ciała: głową, skrzydłami, ogonem i grzbietem. Spód ciała opalizująco czarny, łącznie z gardłem. Granica pomiędzy pomarańczą a czernią przebiega na oku. Samica brązowa i nieopalizująca. Pomimo takiego ubarwienia dosyć trudno go zauważyć.

## Zachowanie
Z powodu jego miejsca występowania i bardzo trudno dostępnego środowiska niewiele o nim wiadomo. Samica sama buduje kuliste gniazdo oraz zajmuje się jednym pisklęciem.

## Status
IUCN od 2016 roku uznaje płatkonosa ognistego i złocistego za odrębne gatunki. Zalicza je do kategorii najmniejszej troski (LC, Least Concern). Liczebność populacji żadnego z tych taksonów nie została oszacowana, a trend liczebności również pozostaje nieznany.